# Aéroport de Rimouski
L'aéroport de Rimouski (AITA : YXK, OACI : CYXK) est un aéroport commercial  exploité par la ville de Rimouski et situé à 3 km du nord-est du centre-ville de Rimouski, au Québec (Canada). Il est un point de desserte pour des liaisons inter-rives et Montréal et sert de base pour l'aviation d'affaires, la formation des pilotes et l'aviation récréative.

## Historique
Les débuts de l'aéroport de Rimouski sont liés au développement du premier service aéropostal pan-canadien. En 1926, le gouvernement fédéral canadien envisage la création d'un service expérimental pour accélérer la distribution des dépêches étrangères qui arrivent par paquebot à Pointe-au-Père. La desserte Rimouski-Montréal constitue une première étape d'une route postale qui s'étendrait d'un bout à l'autre du Canada. Bien que les conditions météorologiques compliquent les premiers essais, une première expérience est réussie le 16 septembre 1927. Un service régulier est établi à compter du 5 mai 1928, alors que Roméo Vachon devient le premier pilote à effectuer la liaison. Au cours de la première année d'opération, 30 tonnes de courrier sont acheminés en 97 vols.
À compter de 1946, la ville de Rimouski loue l'aéroport du gouvernement fédéral, permettant à des hommes d'affaires de l'endroit de créer et de développer le transporteur Quebecair, qui a utilisé Rimouski comme base jusqu'en 1969. La ville devient officiellement propriétaire et gestionnaire de l'aéroport le 19 avril 2002.
Le 29 mai 1973, un Douglas C-47A CF-QBB d'Air Gaspé s'écrase lors de son approche, tuant les quatre personnes à bord.
En 2002, Transport Canada cède la gestion de l'aéroport régional à la ville de Rimouski.

## Installations

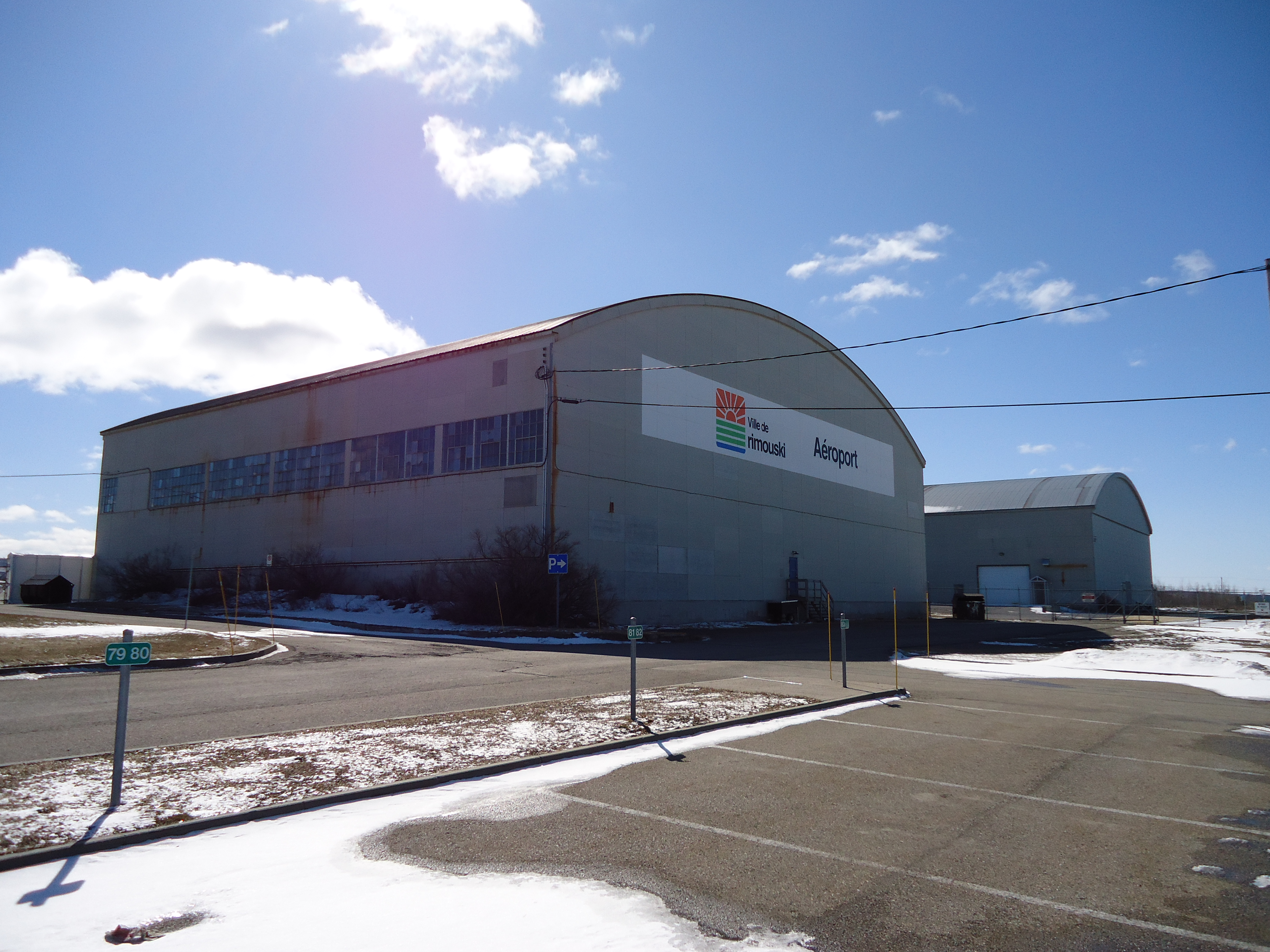
Hangars de l'aéroport.

L'aéroport est doté d'une piste de 4 600 pieds (1 400 m) par 150 pieds 46 m, suffisante pour recevoir des appareils turbo-propulsés ainsi que certains réactés de plus de 50 passagers et d'un poids supérieur à 22 680 kg (50 000 livres). Deux hangars reliés par un bâtiment de service offrent une aire de stationnement et d'entreposage de 3 158 m2.
Construite sur deux niveaux, l'aérogare Paul-Émile Lapointe dispose d'une salle commune, d'une aire d'attente et de bureaux administratifs. L'édifice possède une superficie de 1 126 m2. Depuis 2005, elle porte le nom de Paul-Émile Lapointe (1922-1975), pionnier de l'aviation québécoise. Ancien pilote de chasse, Lapointe a fondé deux entreprises, le Syndicat d'aviation du Golfe et Air Rimouski, qui fusionnent en 1953 pour donner naissance à Quebecair.